# Trudy Kressel
Gertrude Kressel Kremmer (Czernowitz, Chernivtsi, 1918 - París, 1999) fue una bailarina, coreógrafa, pedagoga y maestra de danza moderna de origen judío. Tras su llegada al Perú a finales de 1950, introdujo la danza moderna en Perú, por lo que se la considera como una de las pioneras de esta disciplina en el país.

## Biografía
Trudy Kressel es hija de Witko Kressel y Nora Kraemer. Dede niña recibió una esmerada educación internacional, pues su padre no escatimó en costear la mejor educación posible. Su desarrollo en la danza se dio desde temprana edad. Estudió con Rosalía Chladek en Hellerau-Laxenburg y luego con Mary Wigman en Dresde a principios de los años 30, quien la influyó en las maneras de la escuela expresionista alemana. Más adelante, en París, formó parte del círculo alrededor de Jerome Andrews, quien ejerció una fuerte influencia en su estilo.Se sabe que la madre pasó muchos años en un campo de concentración después de la Segunda Guerra Mundial, hasta que Trudy logró que la liberaran y la trajeran al Perú (murió en París). Casada con un diplomático francés y sinólogo, traductor y profundo conocedor de la cultura y el idioma chinos con quien vivió en Francia y viajó mucho por Europa, Estados Unidos, China y Latinoamérica. En cada lugar visitado donde vivió, estableció una conexión con la danza. Se le describe como una artista inquieta, exigente, fuerte y decidida y una viajera incansable.

## Trayectoria
Tras llegar a Perú a finales de 1950, abre su Academia de Danza Moderna y Gimnástica en 1951, con el que consolida el primer grupo profesional de danza moderna en Lima. Posteriormente, debuta como bailarina solista en el Teatro Municipal de Lima con la obra Recital de Danzas Modernas. Al fallecer su esposo, y al ella tener raíces afincadas en la danza en el Perú, así como algunos parientes que pudieron apoyarla, decide continuar su residencia y trabajo artístico en Perú. Crea y dirige el Grupo de Danza Moderna de Trudy Kressel y su Estudio de Danza Moderna y Gimnástica en donde forma a muchos bailarines y actores a partir de 1951, además de promover innumerables coreografías, presentaciones, conferencias, charlas y clases.
En las décadas de 1950 y 1960 su enseñanza y técnica tuvo gran influencia en Lima, trabajó con el Club de Teatro de Lima, el Instituto Nacional de Arte Dramático (hoy ENSAD), la Escuela de Música y Danza Folklórica Peruana (hoy Escuela Nacional Superior de Folklore José María Arguedas), la Escuela de Educación Física de la UNMSM, el Grupo Cultural Jueves, entre otros.  Reside en Lima hasta 1971. Considerada entre las bailarinas extranjeras más destacadas que se instalaron en Francia, se establece en París en la década de 1970, donde enseñó y dirigió su grupo de danza el “Ensemble de Dance Moderne”. En este tiempo, entre 1971 a 1999, también viaja por Europa impartiendo múltiples “stages” y seminarios, principalmente en Yugoslavia y Padova Italia, entre otros lugares. 
De la misma manera, siempre se mantuvo cerca e interesada por el arte de la vanguardia experimental americana con artistas como John Cage, Alwin Nicolais y Anna Halprin.  

## Homenajes
- Hommage a Trudy Kressel - Centro Español de Lima, 2018. La función en homenaje a Trudy Kressel por el centenario de su nacimiento, se dio en el Festival 100% Cuerpo. Reunió algunos artistas del Grupo de Danza de Trudy Kressel: Armando Barrientos, Cristina Giannoni, Laura Alva, Stoyan Vladic y Maureen Llewellyn-Jones. De la misma manera, en colaboración con estos artistas y con un grupo de bailarinas de la Escuela Profesional de Danza de la UNMSM, se reconstruyó su coreografía “Canciones de Mujeres”.[6]
- Sur les traces de T.  - Lato sensu museum, 2000. Instalación video/ concepción e interpretación Manuela Agnesini/ colaboración artística Christophe Bergon.[7]